# Drop in Ball

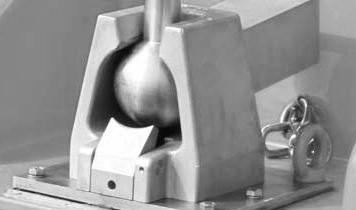
Drop in ball system

Drop in Ball est un nouveau système de sécurisation des crochets d'un bateau de sauvetage, il fait partie des nombreuses améliorations prises au niveau matériel sur les embarcations et systèmes de mise à l'eau déjà existants.

## Contexte
Le Drop in ball fait partie d'un ensemble de nouvelles améliorations pour la sécurité en mer. Beaucoup d'autres décisions ont été prises ces dernières années afin de sécuriser le travail de nombreux officiers de la marine marchande. L'amélioration au niveau du système de largage, l'invention du système Fall Preventer System, la solution du Free Fall comme alternative rendent les entrainements et les évacuations en cas d'urgence beaucoup plus sûrs. 
Toutes ces mesures permettent d'améliorer notablement la fiabilité du matériel pour diminuer les risques d'accidents.

## Principe
Ce principe de la drop in ball consiste à remplacer les crochets par des boules. Un câble est fixé à l'intérieur de cette boule et celle-ci est insérée dans une sorte de tuyau. En raison de l'inclinaison du câble et de la masse du navire, elle restera coincée durant toute la descente du navire de sauvetage. Lorsque le capteur hydrostatique (placé  non loin de la quille du navire) détecte que l'embarcation est sur l'eau, un message lumineux et sonore est envoyé à l'intérieur de celle-ci et prévient les membres d'équipage opérant le système qu'ils peuvent libérer la boule en appuyant sur un simple bouton. Cette action aura pour effet de déclencher le système hydraulique placé à l'intérieur de l'embarcation de  sauvetage. Celui-ci éjectera alors la « boule » à l'aide de son vérin et libèrera le navire de sauvetage. Ce système est donc de type « off load ». Par ailleurs, une fonction « on load » est aussi disponible  et peut être très efficace en cas d'urgence.

## Le point de vue de l'Organisation maritime internationale
Ce nouveau système a été dernièrement approuvé par l'Organisation maritime internationale (OMI). En effet, il a été estimé conforme aux dernières modifications apportées au SOLAS (Safety Of Life At Sea) qui entrera en vigueur en janvier 2013. Ce principe est aussi conforme au LSA (Life Saving Appliance) et MSC (Maritime Safety Commity)